# Симоновка (Гомельская область)
Симоновка (бел. Сыманаўка) — упразднённая деревня в Светиловичском сельсовете Ветковского района Гомельской области Белоруссии.

## География
В 25 км на север от Ветки, 47 км от Гомеля.
На севере мелиоративный канал, соединенный с рекой Нёманка (приток реки Сож).

## История
По письменным источникам известна с XIX века как деревня в Речковской волости Гомельского уезда Могилёвской губернии В 1909 году деревня, околица и хутор. В 1930 году жители вступили в колхоз. 11 жителей погибли на фронтах Великой Отечественной войны. В 1959 году входила в состав совхоза «Восточный» (центр — деревня Акшинка).
В результате катастрофы на Чернобыльской АЭС и радиационного загрязнения жители (8 семей) переселены в 1991 году в чистые места.
Официально упразднена в 2011 году.

## Население
- 1897 год — 16 дворов, 133 жителя (согласно переписи).
- 1940 год — 18 дворов, 57 жителей.
- 1959 год — 85 жителей (согласно переписи).
- 1991 год — жители (8 семей) переселены.
- 2010 год — жителей нет.

## Транспортная сеть
Транспортные связи по просёлочной, затем автомобильной дороге Светиловичи — Гомель. Планировка состоит из короткой улицы, застроенной деревянными домами усадебного типа.